# Kazimierz Gawina
Kazimierz Gawina (ur. 10 marca 1908 w Sobolewie, zm. 1940 w Charkowie) – polski lekarz weterynarii.

## Życiorys
Syn Mikołaja i Józefy z Przewoźnych. W 1932 ukończył studia na Wydziale Weterynaryjnym Uniwersytetu Warszawskiego i uzyskał tytuł lekarza weterynaryjnego. Rok później ukończył Szkołę Podchorążych Rezerwy Artylerii w Włodzimierzu Wołyńskim otrzymał stopień podporucznika rezerwy, następnie został lekarzem samorządowym w Świsłoczu w powiecie wołkowyskim. Odbył ćwiczenia w 9 Dywizji Artylerii Konnej, a w 1936 w 30 Pułku Artylerii Lekkiej. Nie są znane okoliczności aresztowania Kazimierza Gawiny, został osadzony w obozie w Starobielsku, a następnie zamordowany przez NKWD w Charkowie. Pośmiertnie został odznaczony Krzyżem Kampanii Wrześniowej 1939 decyzją rządu na emigracji 15 sierpnia 1985 (nr leg. 10970).